# Lubla
Lubla est un village du sud-est de la Pologne situé dans la voïvodie des Basses-Carpates. Il fait partie de la gmina de Frysztak (commune rurale) et du powiat de Strzyżów. La population du village s'élève à 1 445 habitants en 2011.

## Géographie
| Glinik Górny | Glinik Średni | Glinik Dolny |
| Sieklówka    | Nom ?         | Widacz       |
| Bierówka     | Niepla        |              |

Lubla se situe à 3,6km de Frysztak, 11,3km de Jasło, 15,8km de Strzyżów et 18,5km de Krosno.